# Satellite
Satellite („Сателит“) е песен, изпълнена от Лена Майер-Ландрут, с която представя Германия на Евровизия 2010. Песента получава 246 точки и печели конкурса. Песента е композирана от американската певица и композитор Джули Фрост .

### В музикалните класации
- Австрия (Ö3 Austria Top 40) – 2 [2]
- Белгия (Ultratop 50 Flanders) – 4
- Белгия (Ultratop 40 Wallonia) – 6
- Великобритания (UK Singles Chart) – 30 [3]
- Германия (Media Control Charts) – 1 [4]
- Дания (Tracklisten) – 1
- Израел (Media Forest) – 4
- Исландия (Tónlist) – 5 [5]
- Ирландия (IRMA) – 2
- Нидерландия (Mega Single Top 100) – 5
- Норвегия (VG-lista) – 1
- Полша (ZPAV) – 5 [6]
- Словакия (IFPI) – 6
- Чехия (IFPI) – 25
- Швейцария (Swiss Singles Chart) – 1 [7]
- Швеция (Sverigetopplistan) – 1